# Sərdar Cəlaloğlu

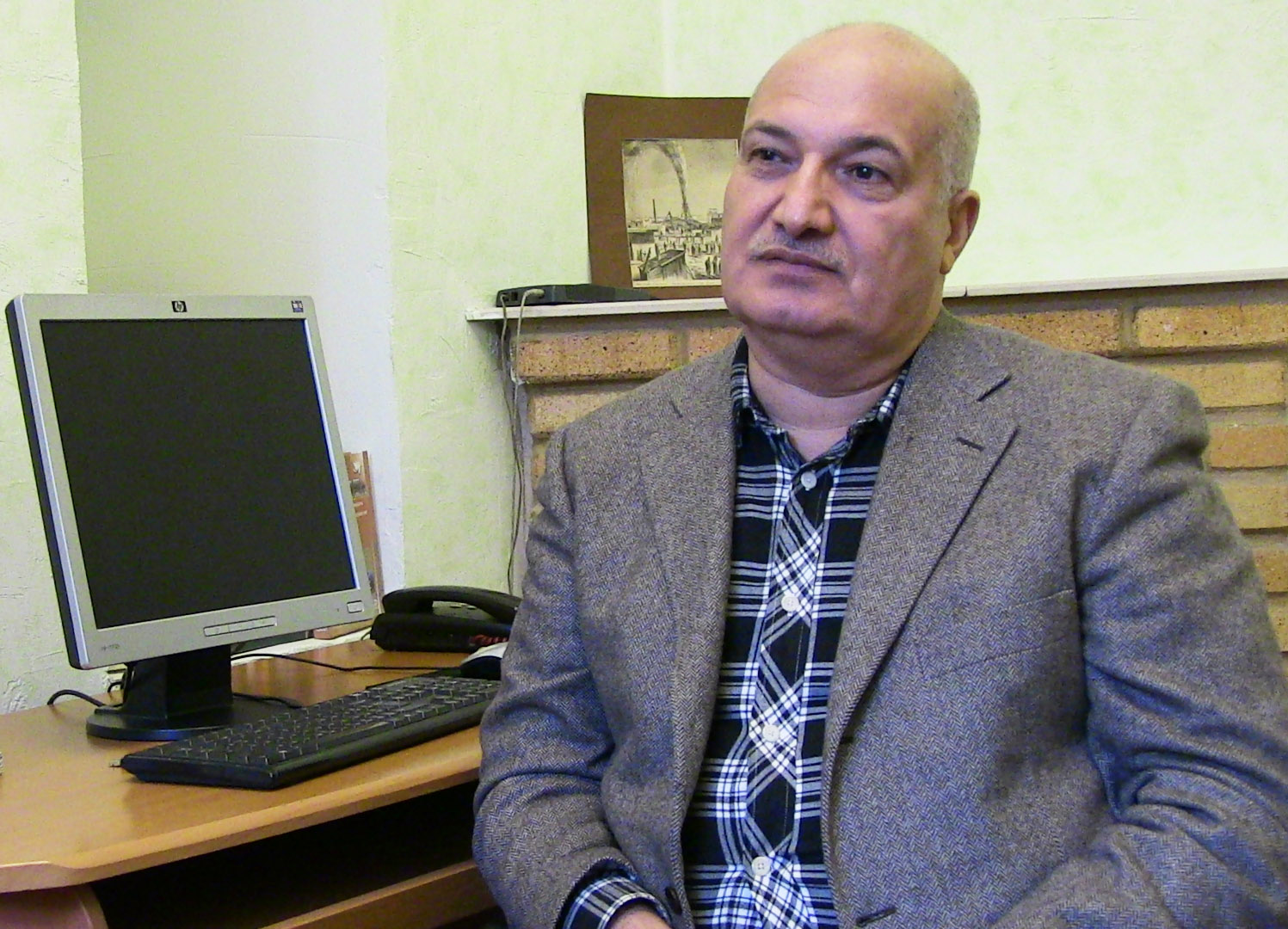
Sərdar Cəlaloğlu, 2018

Sərdar Cəlaloğlu (alternative aserbaidschanische Schreibweise Särdar Cälaloğlu, eigentlich Sərdar Cəlal oğlu Məmmədov bzw. Särdar Cälal oğlu Mämmädov; * 3. Juni 1954 in Babək, Autonome Republik Nachitschewan) ist ein aserbaidschanischer Politiker und der erste Stellvertreter des Vorsitzenden der Aserbaidschanischen Demokratischen Partei.

## Leben
Sərdar Cəlaloğlu stammt aus einer Lehrerfamilie. 1970–1977 hat er die Aserbaidschanische Medizinische Universität erfolgreich abgeschlossen. Er ist einer der Mitgründer der Aserbaidschanischen Volksfront (1988–1990) und war Vorstandsmitglied. Er ist auch Mitgründer und erster Vorsitzender der Aserbaidschanischen Demokratischen Partei. Sərdar Cəlaloğlu ist auch Gründer von zwei Zeitungen – „Hürriyyat“ und „Haray“ – und der Zeitschrift „Oyanisch“.
Er wurde aufgrund seiner politischen Tätigkeiten dreimal kurzzeitig verhaftet. Im Jahr 2003, nach den Präsidentschaftswahlen in Aserbaidschan, wurde er erneut verhaftet und zu einer Freiheitsstrafe von vier Jahren und sechs Monaten verurteilt, aber danach vom Europarat als politischer Gefangener anerkannt und freigelassen. Er ist verheiratet und hat vier Kinder.

## Werke
- „Mahiyyat“ – („Wesen“) – politisch-philosophisches Werk
- „Azadliga mahkumuq“ („Wir sind zur Freiheit verurteilt“) – politisch-philosophisches Werk
- „Insanlar va adamlar“ – („Der Mensch und der humane Mensch“) – politisch-philosophisches Werk
- „Turkachara“ – („Medizinalpfuscherei“) – politisch-philosophisches Werk
- „İlahi siyasat“ – („Geistliche Politik“) – wissenschaftlich-philosophisches Werk

| Personendaten    | Personendaten                 |
| ---------------- | ----------------------------- |
| NAME             | Cəlaloğlu, Sərdar             |
| ALTERNATIVNAMEN  | Sərdar Cəlal oğlu Məmmədov    |
| KURZBESCHREIBUNG | aserbaidschanischer Politiker |
| GEBURTSDATUM     | 3. Juni 1954                  |
| GEBURTSORT       | Babək (Stadt)                 |